# Habenaria hassleriana
Habenaria hassleriana är en orkidéart som beskrevs av Célestin Alfred Cogniaux, Robert Hippolyte Chodat och Emil Hassler. Habenaria hassleriana ingår i släktet Habenaria och familjen orkidéer. Inga underarter finns listade i Catalogue of Life.